# مشرق‌الاذکار شیکاگو

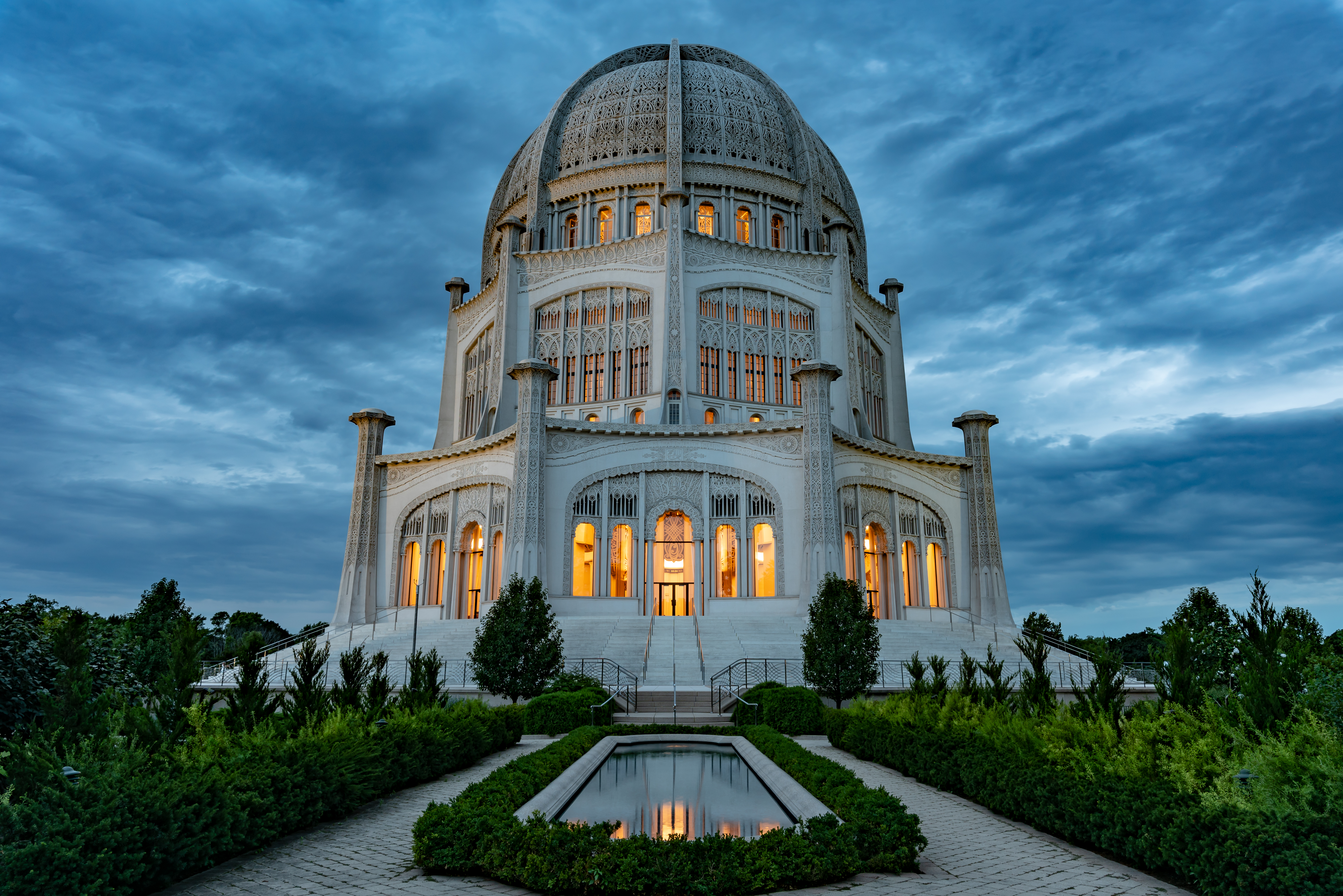

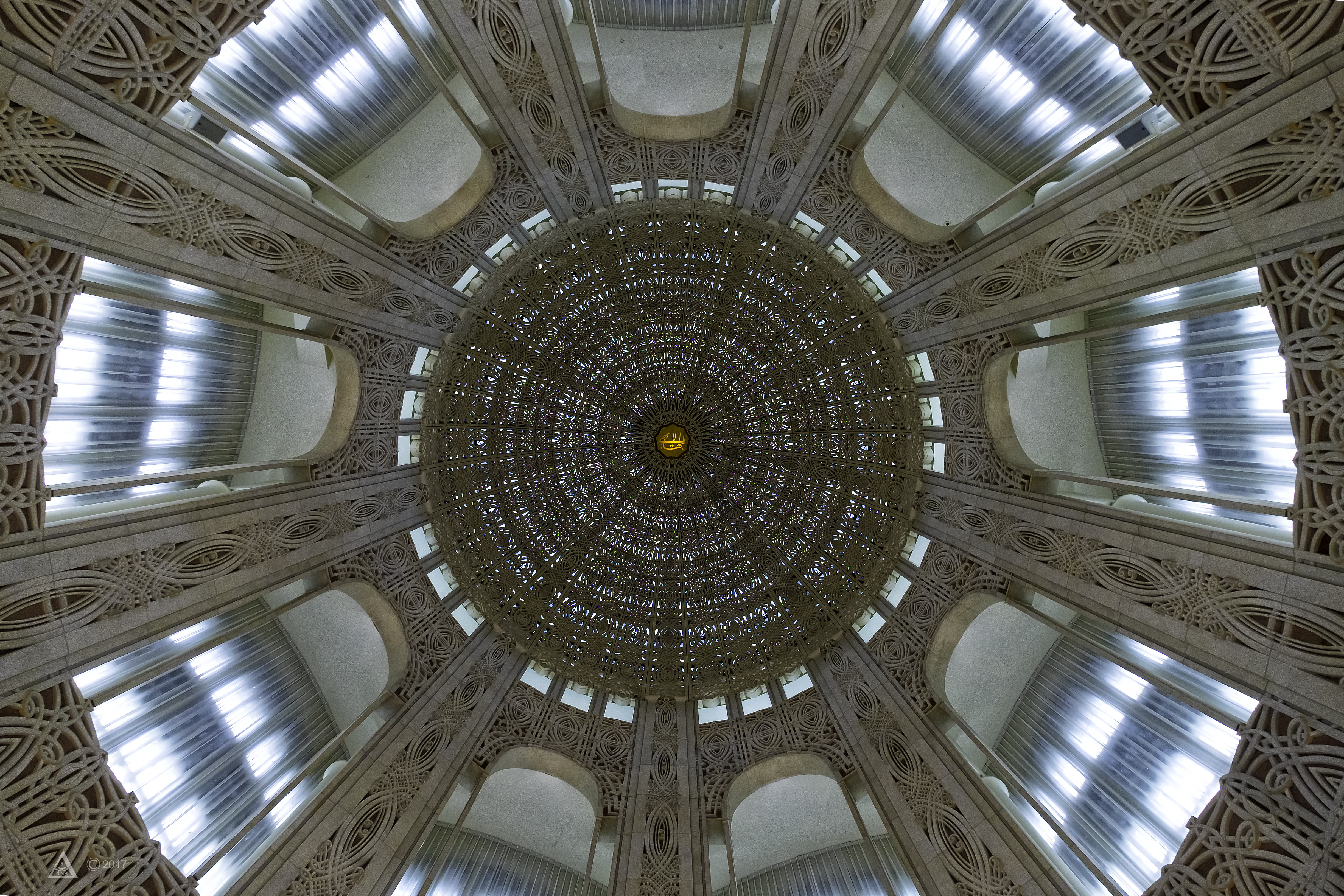
نمایی از داخل گنبد مشرق‌الاذکار با عبارت یابهاءالابهی در مرکز آن، به معنای «ای روشن‌ترین روشنایی‌ها».

مشرق‌الاذکار (Bahá'í Houses of Worship) معبد آیین بهائی یا مشرق‌الاذکار بهائیان در منطقهٔ ویلمت از شهر شیکاگو در ایلینوی در نزدیکی دریاچهٔ میشیگان است و به عنوان مادر معابد بهائی در ایالات متحده آمریکا شناخته می‌شود. معمار این ساختمان ژان-بابتیس لوئی بورژوآ (به فرانسوی: Jean-Baptiste Louis Bourgeois) نام داشت که در طرح معماری این بنا از معماری ایرانی الهام گرفته‌است.
این بنا که در سال ۱۹۵۳ تکمیل شد توسط سازمان میراث فرهنگی آمریکا به عنوان یک مکان تاریخی به ثبت رسیده‌است.

## تاریخچه و معماری
در سال‌های آغازین قرن بیستم حدود هزار نفر در آمریکا و کانادا به آیین بهائی اقبال نموده بودند. در سال ۱۹۰۳ این دسته از پیروان آیین جدید در راستای جامهٔ عمل پوشاندن بر حکم بهاءالله مبنی بر ساخت بناهایی برای عبادت که به روی همهٔ زنان و مردان باز باشد، تصمیم بر ساخت عبادتگاهی گرفتند.
معمار این بنا ژان لوئی بورژوآ (به فرانسوی: Jean-Baptiste Louis Bourgeois)، معمار کانادایی فرانسوی بود که در سال ۱۹۰۷ در شهر نیویورک به آیین بهائی ایمان آورده بود. در سال ۱۹۲۰، در جریان فراخوانی برای طراحی این بنا، نمایندگان حاضر در انجمن ملّی شور بهائی در نیویورک طرح وی را انتخاب نمودند. بورژوآ برای دیدار و مشورت با عبدالبهاء، به حیفا سفر کرد و بر اثر تشویق‌های عبدالبهاء، تغییراتی در طرح اوّلیه وارد نمود و ابعاد طرح را کوچک‌تر نمود.

## نگارخانه

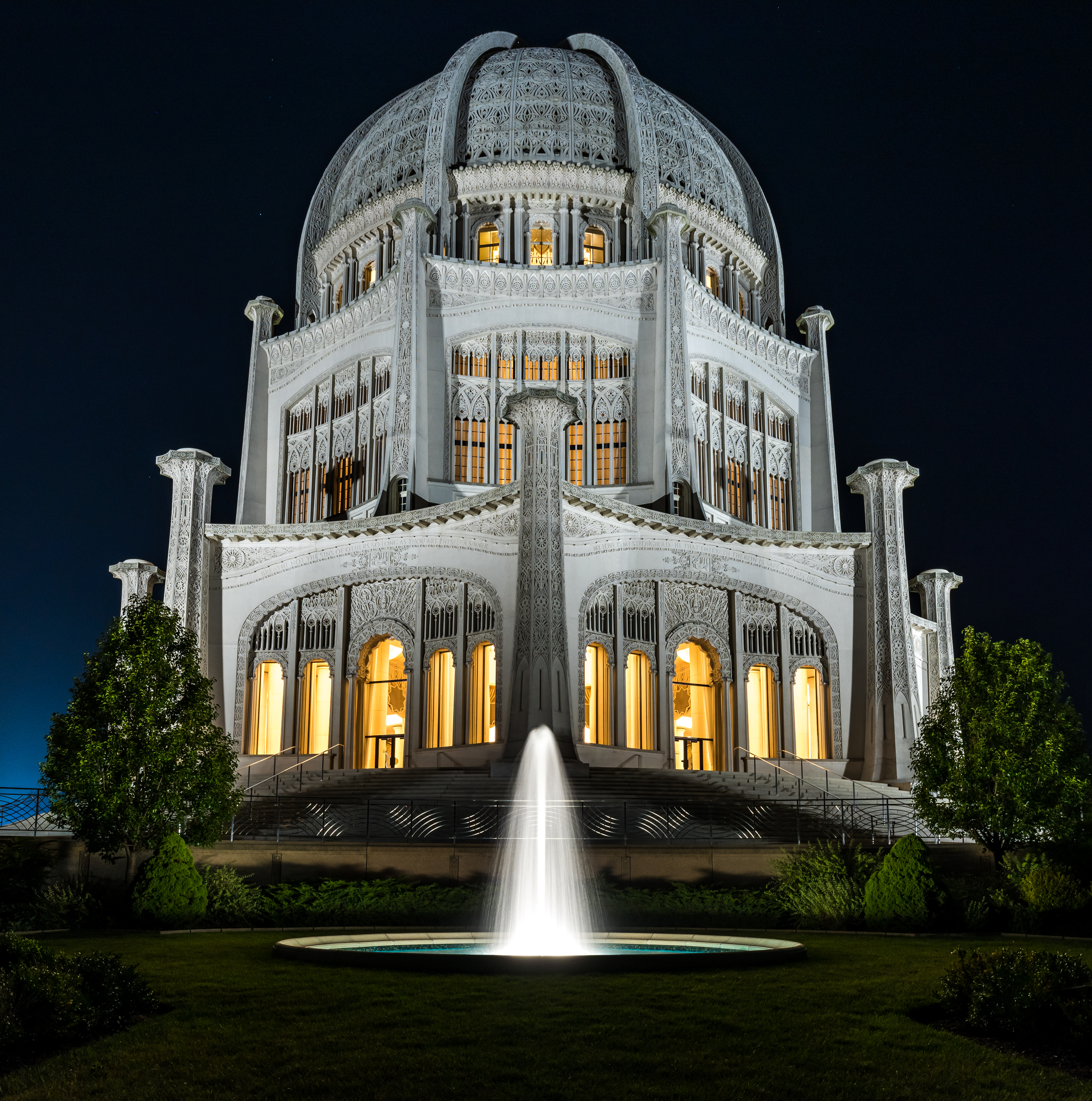
نمایی در شب
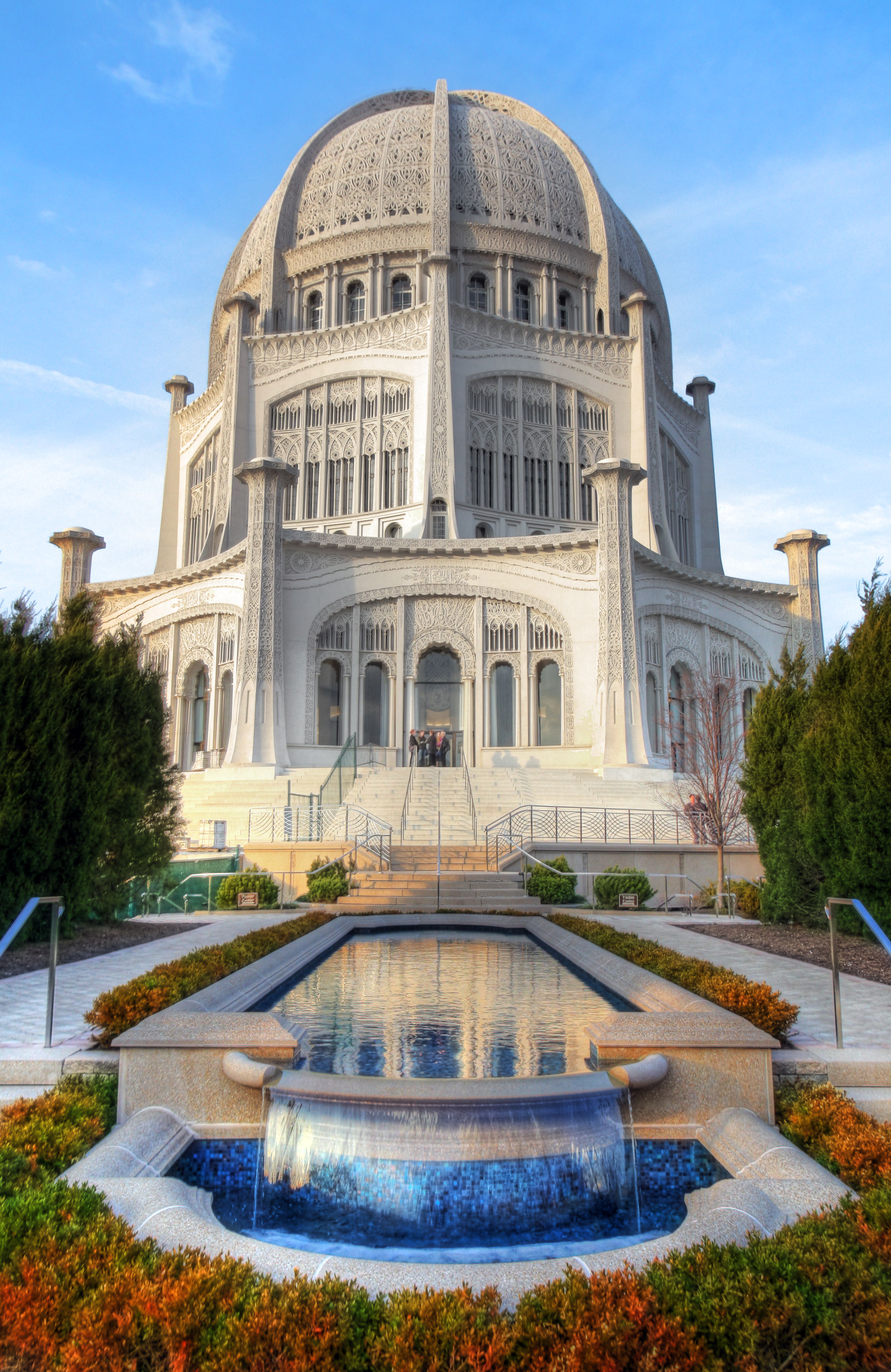
در محوطه‌سازی حیاط از اِلمان‌های باغ ایرانی الهام گرفته شده‌است
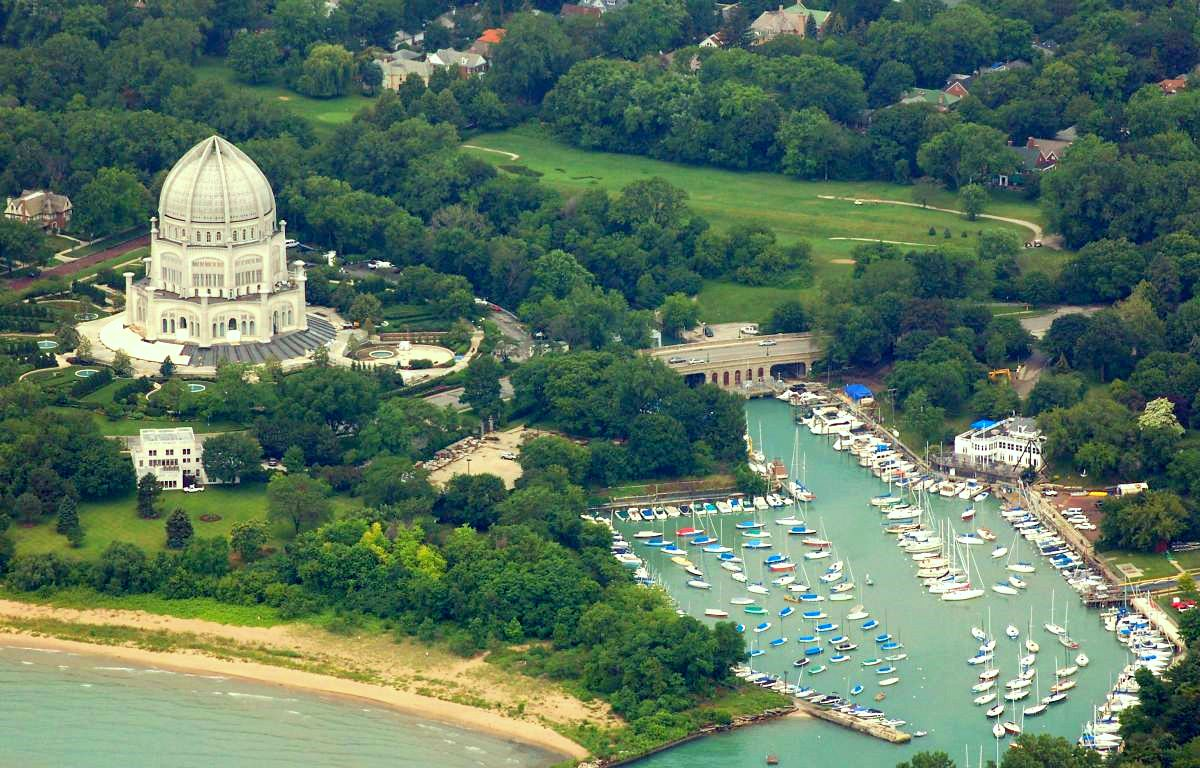
نمایی هوایی از محدودهٔ جغرافیایی مشرق‌الاذکار
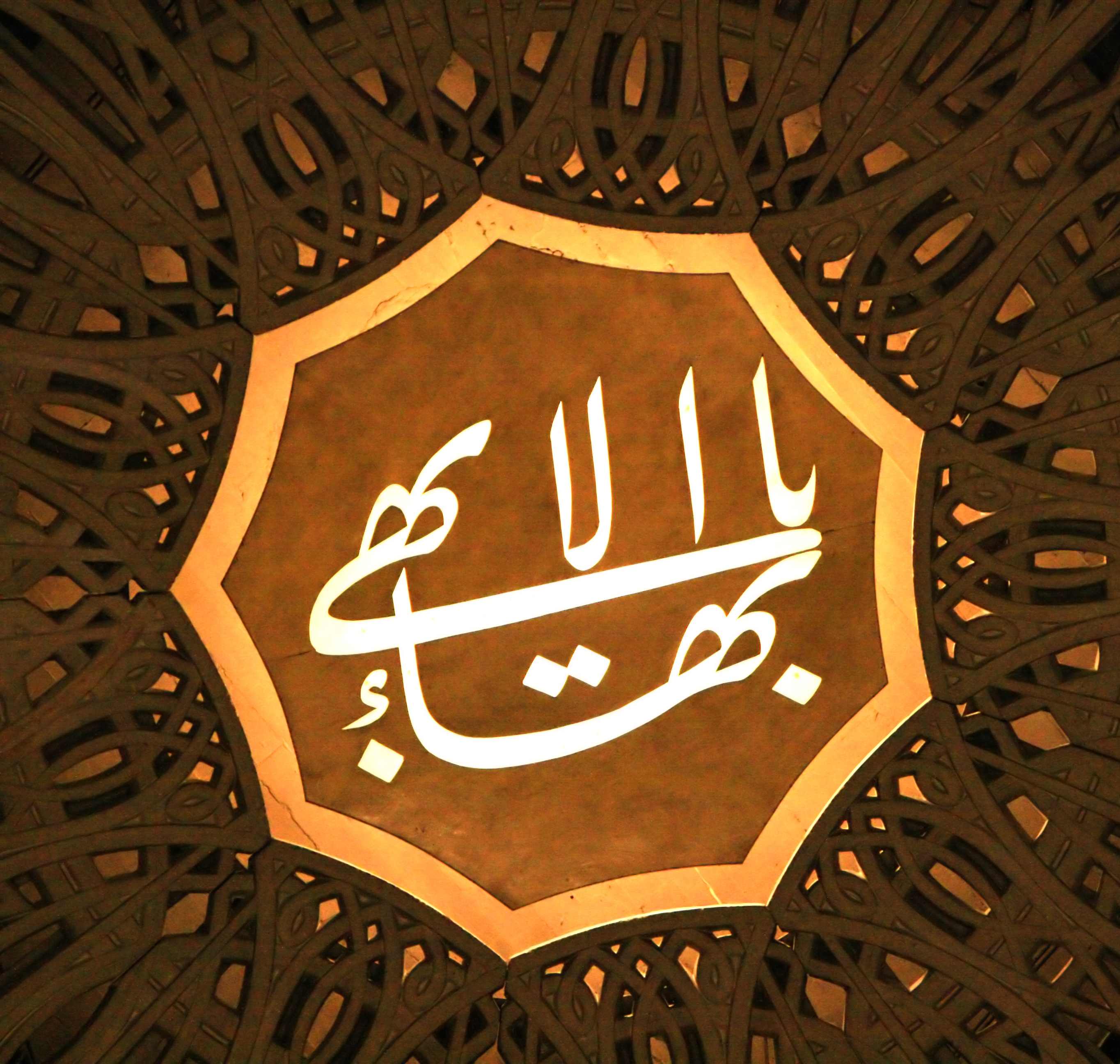
عبارت یابهاءالابهی در مرکز گنبد، به معنای «ای روشن‌ترین روشنایی‌ها»